# 赖斯廷
赖斯廷是德国巴伐利亚州的一个市镇。总面积21.98平方公里，总人口2215人，其中男性1116人，女性1099人（2011年12月31日），人口密度101人/平方公里。